# Benton (Wisconsin)
Benton ist eine Gemeinde (mit dem Status „Village“) im Lafayette County im US-amerikanischen Bundesstaat Wisconsin. Das U.S. Census Bureau ermittelte bei der Volkszählung 2020 eine Einwohnerzahl von 946.  Benannt ist die Gemeinde nach dem Senator Thomas Hart Benton.

## Geografie
Benton liegt im Südwesten Wisconsins am Galena River, einem linken Nebenfluss des Mississippi. Die vom Mississippi gebildete Grenze zu Iowa befindet sich 25 km westlich, die Grenze zu Illinois verläuft 9 km südlich der Stadt. Die geografischen Koordinaten von Benton sind 42°33′35″ nördlicher Breite und 90°23′49″ westlicher Länge. Das Gemeindegebiet erstreckt sich über eine Fläche von 2,18 km² und ist vollständig von der Town of Benton umgeben, ohne dieser anzugehören.
Nachbarorte sind Cuba City (7,1 km nordwestlich), Belmont (22,5 km nordnordöstlich), Shullsburg (14,3 km östlich), Scales Mound in Illinois (20,8 km südöstlich), Galena in Illinois (23,6 km südsüdwestlich) und Hazel Green (8,1 km südwestlich).
Die nächstgelegenen größeren Städte sind La Crosse (195 km nordwestlich), Wisconsins Hauptstadt Madison (125 km nordöstlich), Rockford in Illinois (130 km ostsüdöstlich), die Quad Cities in Iowa und Illinois (145 km südlich) sowie Dubuque in Iowa (30,7 km westsüdwestlich).

## Verkehr
Der Wisconsin State Highway 11 verläuft als Hauptstraße in West-Ost-Richtung durch Benton. Alle weiteren Straßen sind untergeordnete Landstraßen, teils unbefestigte Fahrwege sowie innerörtliche Verbindungsstraßen.
Die nächsten Flughäfen sind der Dubuque Regional Airport (43,5 km südwestlich) und der Dane County Regional Airport in Madison (135 km nordöstlich).

## Bevölkerung
Nach der Volkszählung im Jahr 2010 lebten in Benton 973 Menschen in 398 Haushalten. Die Bevölkerungsdichte betrug 446,3 Einwohner pro Quadratkilometer. In den 398 Haushalten lebten statistisch je 2,44 Personen.
Ethnisch betrachtet setzte sich die Bevölkerung zusammen aus 98,5 Prozent Weißen, 0,1 Prozent (eine Person) Afroamerikanern, 0,7 Prozent amerikanischen Ureinwohnern, 0,3 Prozent Asiaten sowie 0,1 Prozent aus anderen ethnischen Gruppen; 0,3 Prozent stammten von zwei oder mehr Ethnien ab. Unabhängig von der ethnischen Zugehörigkeit waren 0,4 Prozent der Bevölkerung spanischer oder lateinamerikanischer Abstammung.
25,5 Prozent der Bevölkerung waren unter 18 Jahre alt, 59,8 Prozent waren zwischen 18 und 64 und 14,7 Prozent waren 65 Jahre oder älter. 50,8 Prozent der Bevölkerung war weiblich.
Das mittlere jährliche Einkommen eines Haushalts lag bei 52.656 USD. Das Pro-Kopf-Einkommen betrug 22.796 USD. 11,9 Prozent der Einwohner lebten unterhalb der Armutsgrenze.